# Дубравка Нешовић
Дубравка Нешовић (Нови Бечеј, 31. август 1932 — Београд 23. април 2019) била је српска певачица староградских, романса и народних песама.

## Биографија
Нешовићева је рођена у Новом Бечеју, 31. августа 1932. године. Још као мала научила је прве ноте, свирала клавир и певала у хору. Након завршене мале матуре у Новом Бечеју, Дубравка одлази у Ниш.
Иако су њени родитељи, мајка Наташа Нешовић и отац Милорад Мајин били позоришни глумци, никада је није привлачило да постане глумица. У Нишу уписује Музичку школу, са намером да усаврши свирање клавира, међутим њен таленат за певање чули су професори и драматург Народног позоришта у Нишу Велимир Живојиновић Масука, на њихово инсистирање Дубравка је добила улогу у позоришној представи Коштана, коју је играла наредне три године у Нишу, а након тога на сценама широм Југославије.
Иако је кренула школовање са намером да усаврши свирање клавира, на наговор својих професора, наставља своје школовање наставља у Београду, у музичкој школи Станковић, а након ње и на Факултету музичке уметности у класи Злате Ђунђенац .

Студирала је заједно са Бисерком Цвејић и Радмилом Бакочевић на академији, где је Дубравка била најбољи студент са свим десеткама. Након дипломирања, Дубравка је добила државну стипендију и шансу да студије настави у Белгији, где је у Брижу усавршавала црквено певање и добила титулу магистра певања, поставши први такав магистар у тадашњој Југославији. Након повратка у Београд, своју каријеру наставља као солиста хора Радио Београда и хора Бранко Крсмановић - Крсманац, са којим је пропутовала по свету, наступајући у Миланској скали, Гаво сали у Паризу и многим другим местима.
Поред тога што је певала у хору, Дубравка је почела да гради каријеру певајући староградске и романсе на српском, руском и мађарском језику. Наступала је на многим фестивалима, са велики бројем различитих оркестра и била редован учесник у програмима Југословенске радио-телевизије. 
Дубравка је снимала за архив Радио Београда, често отварала Скадарлијска лета и глумила у Позоришту на Теразијама.
Често је певала политичарима, између осталог и када је руски председник Никита Хрушчов први пут дошао у СФРЈ. Дубравка је била музички уредник током изградње хидроелектране Ђердап, где је свих десет година током њене изградње организовала дешавања за раднике, па јој је на дан отварања хидроелектране, пред тадашњим председником Румуније Николајем Чаушескуом и Јосипом Брозом уручена плакета са натписом :
„Док смо ми брану градили бетоном, Дубравка је гласом“.
У кући Ђуре Јакшића у Скадарлији водила је своју Школу лепог певања, где је усавршавала и подучавала певању многе певаче, као што су браћа Теофиловићи.
Током своје каријере снимила је велики број песама, издала је 18 синг плоча, 5 лп-а и 2 цд-а, за издавачке куће ПГП РТБ и Југотон. Извела је више од 3.500 хуманитарних концерата, била члан Београдске естраде и Удружења џез музичара Београда.
Песму Кад би ове руже мале из 1958. године, посветила је Новом Бечеју, месту где је провела своје детињство.
Живела је у дому за стара лица на Карабурми где је и преминула 23. априла 2019. године.

## Фестивали
Београдско пролеће:
- Зашто сам те срела (Вече нове градске песме), '70
- Растанак, прва награда публике (Вече градских песама), '73
- Месечина (Вече градских песама), 79
- Још само две речи (Вече нових градских песама), '81
- Вечерас ја те тражим (Вече нове градске песме), '82
- Сећање на тебе (Вече градске песме), '86
- Пролећне су топле кише (Вече градских песама и романси), '97

## Дискографија

### Албуми
- Дубравка (1986) (ПГП РТБ)

### Синглови и епови
- Сажаљења ми дај (1963) (ПГП РТБ)
- Очи црне (1967) (Дискос)
- Мали чун (романсе) (1967) (ПГП РТБ)
- Болујем ја, болујеш ти / Цветала калина (1969) (Југотон)
- Романсе (1969) (ПГП РТБ)
- Зашто сам те срела / Зашто само туга (1970) (Југотон)
- Градске песме (1972) (ПГП РТБ)
- Црвени шал (1972) (ПГП Радио Крушевац)
- Романсе (1973) (ПГП РТБ)
- Лутам ноћас / У цветном врту (1974) (ПГП РТБ)
- Буди мој (1985) (Студио Б)

### Компилације
- Староградске песме и романсе (1973) (ПГП РТБ)

### Гостовања на албумима
- Various - Наше приредбе 1900-1950, на песми Како треба да се гине (1972) (ПГП РТБ)
- Various - Вече у Скадарлији, на песми Бледи месец (1976) (ПГП РТБ)
- Various - Нове градске песме - Са фестивала Београдско пролеће, на песми Вечерас ја те тражим (1982) (ПГП РТБ)
- Various - 35. београдско пролеће (Вече градских песама и романси '97, на песми Пролећне су топле кише (1997) (ПГП РТБ)

### Гостовања на еповима
- Various - Градске песме, на песмама Сунце жарко не сијаш једнако и Лирска песма (1964) (ПГП РТБ)
- Various - Голоса Друзей, на песми Лирска песма (1964) (Мелодия)

### Гостовања на компилацијама
- Various - Песме и игре народа Југославије, на песми Сунце жарко не сијаш једнако (1968) (ПГП РТБ)
- Various - Староградски бисери, на песми Болујем ја (1971) (Југотон)
- Various - Колико те волим - Романсе 2, на песми Бели багрем (1972) (Југотон)
- Various - Била једном ружа једна - Старе градске песме, на песми У цветном врту (1973) (ПГП РТБ)
- Various - Староградски бисери 3, на песми Девојка на студенцу (1973) (Југотон)
- Various - Хвала ти мама, на песми Црвен сарафан (1974) (Југотон)
- Various - Хит парада, на песми Растанак (1974) (ПГП РТБ)
- Various - Златне успомене 1 - Избор староградских песама, лирске и љубавне песме, на песми Хладан ветар пољем пири (1977) (ПГП РТБ)
- Various - Градске песме, на песми Месечина (1979) (ПГП РТБ)
- Various - У рану зору - Избор староградских песама 6, на песми Хладан ветар пољем пири (1980) (ПГП РТБ)
- Various - Милкина кућа на крају - Избор староградских песама 2, на песми Вију ветри (1980) (ПГП РТБ)
- Various - Поморавље, на песми Што Морава мутне тече (ПГП РТБ)
- Various - Зар ти не каже песме стара - Избор староградских песама 7, на песми Растанак (1980) (ПГП РТБ)
- Various - Најлепши староградски бисери , на песми Девојка на студенцу (1984) (Југотон)
- Разни извођачи - Староградски бисери, на песми Има дана (1991) (ПГП РТБ)
- Various - Староградски бисери 2- Идем кући а већ зора, на песми Кад би ове руже мале (2001) (ПГП РТС)

## Филм
Дубравка се појављивала у неколико југословенских ТВ серија и филмова, углавном као певачица : 
- Музеј воштаних фигура (1962), као гошћа
- Микрофон је ваш (1963)
- Довољно је ћутати (1965)
- Наше приредбе (1968), као певачица
- Позориште у кући (1972)
- Наше приредбе (1973)

Поред појављивања у филмовима и серијама, одрадила је тематску песму за филм Лето је криво за све из 1961. године.